# Psychiatrisch Ziekenhuis Frapello
Het Psychiatrisch Ziekenhuis Frapello, kortweg PZ Frapello, is een psychiatrisch ziekenhuis te Velzeke-Ruddershove (deelgemeente van Zottegem in de Belgische provincie Oost-Vlaanderen). Frapello ontstond uit een fusie van PZ Sint-Franciscus en de ontwenningskliniek De Pelgrim en behoort tot de Groep Philippus Neri. Ze bieden behandeling en herstelgerichte begeleiding aan volwassenen en ouderen met een psychische kwetsbaarheid. Op de campus Zottegem bevindt zich ook Beschut Wonen Vlaamse Ardennen waarmee er nauwe samenwerking is.

## Geschiedenis

### Instituut voor vrouwelijke geesteszieken
De geschiedenis van het ziekenhuis begint bij de Orde van de Grauwzusters Penitenten die in de 14e eeuw actief was in de ziekenzorg en het onderwijs. Hun werking steunde op de spiritualiteit van de middeleeuwse minderbroeder en heilige Franciscus.
In 1344 werd het klooster gesticht door burggraaf Jan I van Melun (gehuwd met Isabella, gravin van Antoing en vrouw van Zottegem) en aan de grauwzusters toevertrouwd. Het bouwde voort op een 13e eeuwse instelling van de commanderij van Pitzemburg. Het was oorspronkelijk een godshuis voor behoeftige reizigers, nadien omgevormd tot hospitaal. In de 16e eeuw werd het verwoest door de geuzen. Het werd opnieuw gesticht in 1585 door Filips van Egmont (oudste zoon van Lamoraal van Egmont) en in 1598 kwam er een onderwijsafdeling. Het wapenschild van Filips van Egmont prijkt op het gebouw.
In 1604 woedde er een brand in het klooster. Karel II van Egmont heeft het herbouwd. Ook in 1639 en 1728 was er brand.
In 1689 richtte de Orde van de Grauwzusters in Velzeke een ziekenhuis op en bouwde dit stelselmatig verder uit. Vanaf dat jaar mochten er geesteszieke vrouwen worden opgevangen.
Tussen 1794-1815 (Franse Tijd in België) werd het klooster verbeurd verklaard. Op 10 november 1810 gaf Napoleon Bonaparte de zusters hun goederen en voorrechten terug. Sindsdien was het uitsluitend voor geesteszieke vrouwen.
In de 19e eeuw heette het Gesticht St. Franciscus der Grauwzusters. Het gezegde "Met de witte perdekies naar Velzeke rijden" verwijst naar de oude gewoonte, dat geestesgestoorden met een witte ziekenwagen (de witte paardjes) naar het gesticht in Velzeke werden vervoerd. De betekenis is dus: krankzinnig worden.

### Psychiatrisch Centrum Sint-Franciscus[4][5]
De oude gebouwen waren dringend aan vervanging toe. Het was aangewezen nieuwe gebouwen neer te zetten. Deze vonden plaats recht tegenover de oude kliniek, op een terrein tussen de Penitentenlaan en de Beugelstraat. Daar bouwde men een nieuwbouw omdat de renovatie van het oude gebouw niet goedkoper zou zijn. Intussen kon men het oude gebouw blijven gebruiken. De oude hoeve werd omgebouwd tot receptie- en onthaalruimte; ook de medische administratie werd hier ondergebracht. De oude schuur deed nu dienst als cafetaria-restaurant. Op de plaats van de oude gebouwen kwam een nieuwe dagkliniek, een sportzaal en een parking.
In 2012 werden de oude gebouwen aan de Penitentenlaan vervangen door een nieuwbouw en in 2016 fuseerde het ziekenhuis met de (ontwennings)kliniek De Pelgrim die in 1973 in Oosterzele werd opgericht. Die samensmelting vertaalde zich toen ook in de nieuwe naam Psychiatrisch Centrum Sint-Franciscus – De Pelgrim.

### Psychiatrisch Ziekenhuis Frapello
In 2021 kreeg het ziekenhuis andermaal een nieuwe en de huidige naam: Psychiatrisch Ziekenhuis Frapello, met campussen in Zottegem (Velzeke) en Oosterzele (Scheldewindeke). Deze naamsverandering had te maken met het feit dat het ziekenhuis sindsdien deel uitmaakt van de Groep Philippus Neri die ook in de regio’s Meetjesland en Waas & Dender actief is in de geestelijke gezondheidszorg.
Ze bieden behandeling en herstelgerichte begeleiding aan volwassenen en ouderen met een psychische kwetsbaarheid. En dit voor verschillende doelgroepen: verslavingszorg, angst & stemming en psychogeriatrie, naast crisisopvang en ambulante verzorging in het dagcentrum, met een gedifferentieerd en onderbouwd zorgaanbod, residentieel, semi-ambulant en poliklinisch.

## Chronologie
- 14e eeuw: Orde van de Grauwzusters Penitenten
- 1344: stichting van het klooster in Velzeke. Godshuis voor behoeftige reizigers en hospitaal.[8]
- 1585: herstichting door Filips van Egmont na verwoesting door de geuzen
- 1598: toevoeging van een onderwijsafdeling
- 1604: brand in klooster
- 1639: brand in klooster
- 1689: uitbouwen van ziekenhuis. Ook voor geesteszieke vrouwen
- 1728: brand in klooster
- 1810: Napoleon Bonaparte gaf goederen en voorrechten terug aan de zusters
- 19e eeuw: Gesticht St. Franciscus der Grauwzusters
- 2012: nieuwbouw
- 2016: fusie met de (ontwennings)kliniek De Pelgrim te Oosterzele. Nieuwe naam: Psychiatrisch Centrum Sint-Franciscus – De Pelgrim
- 2021: maakt deel uit van Groep Philippus Neri.[9] Naamsverandering naar Psychiatrisch Ziekenhuis Frapello.[10]

## Fotogalerij

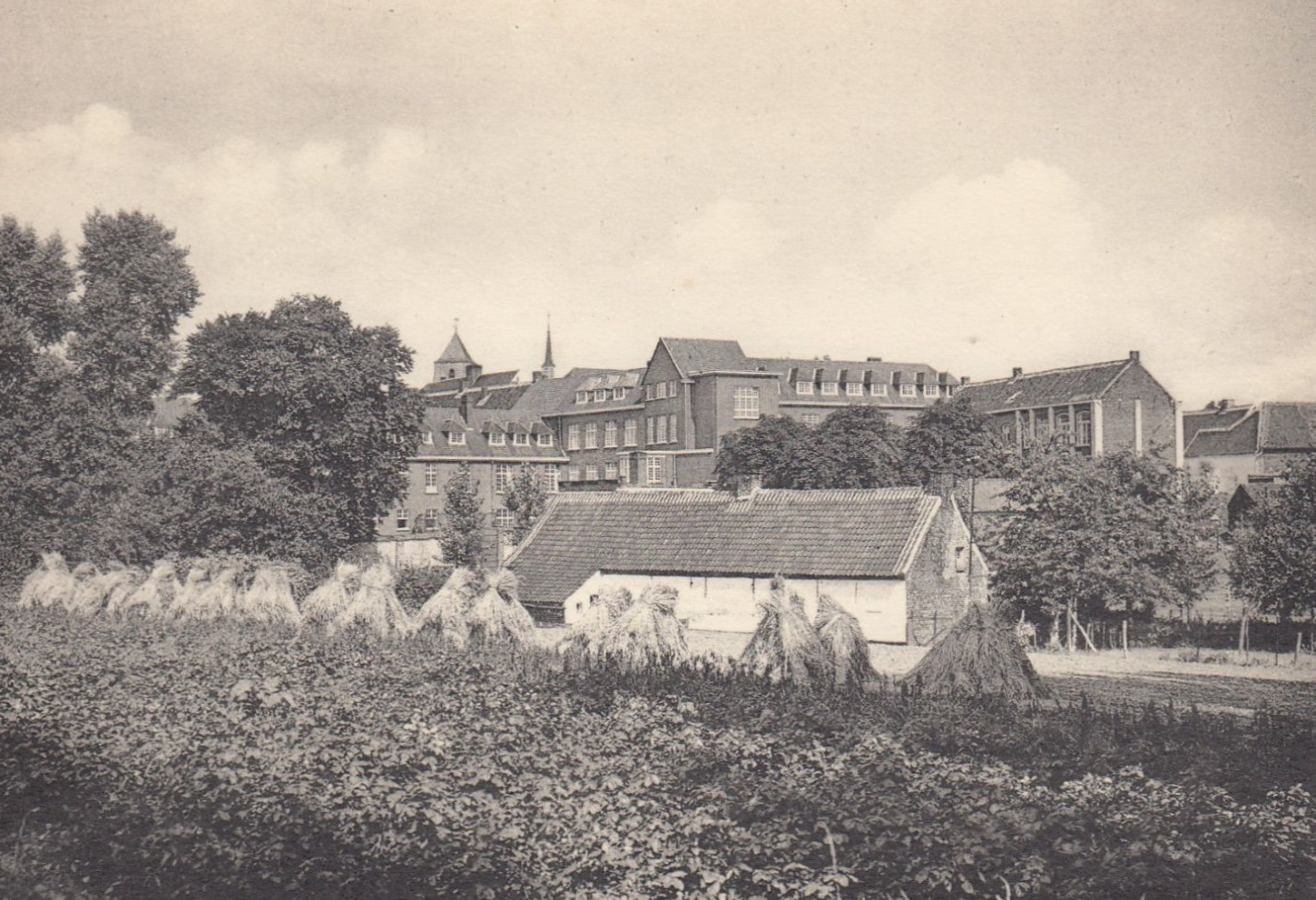
Gesticht Sint-Franciscus te Velzeke (jaartal onbekend)
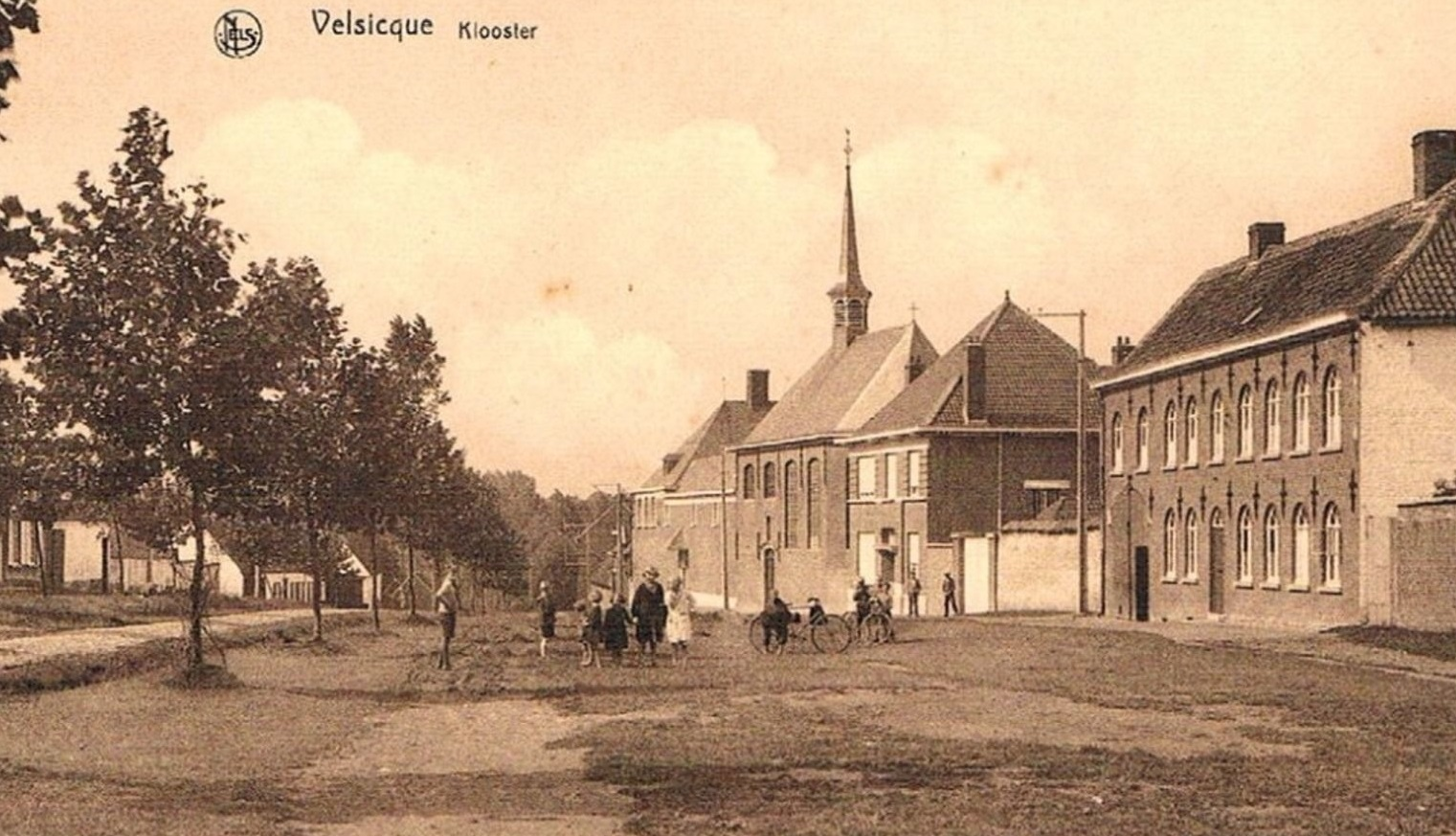
Klooster van de grauwe zusters - penitenten
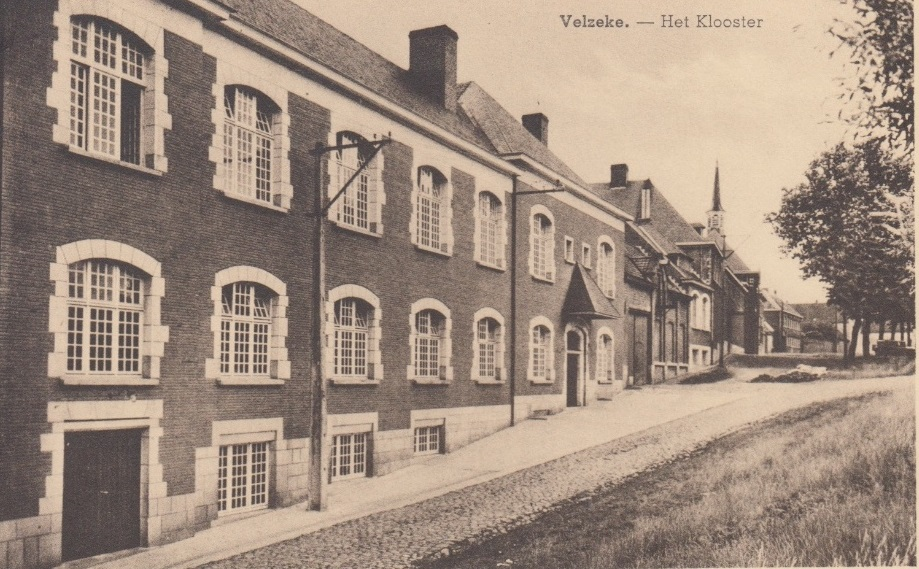
Klooster van de grauwe zusters - penitenten
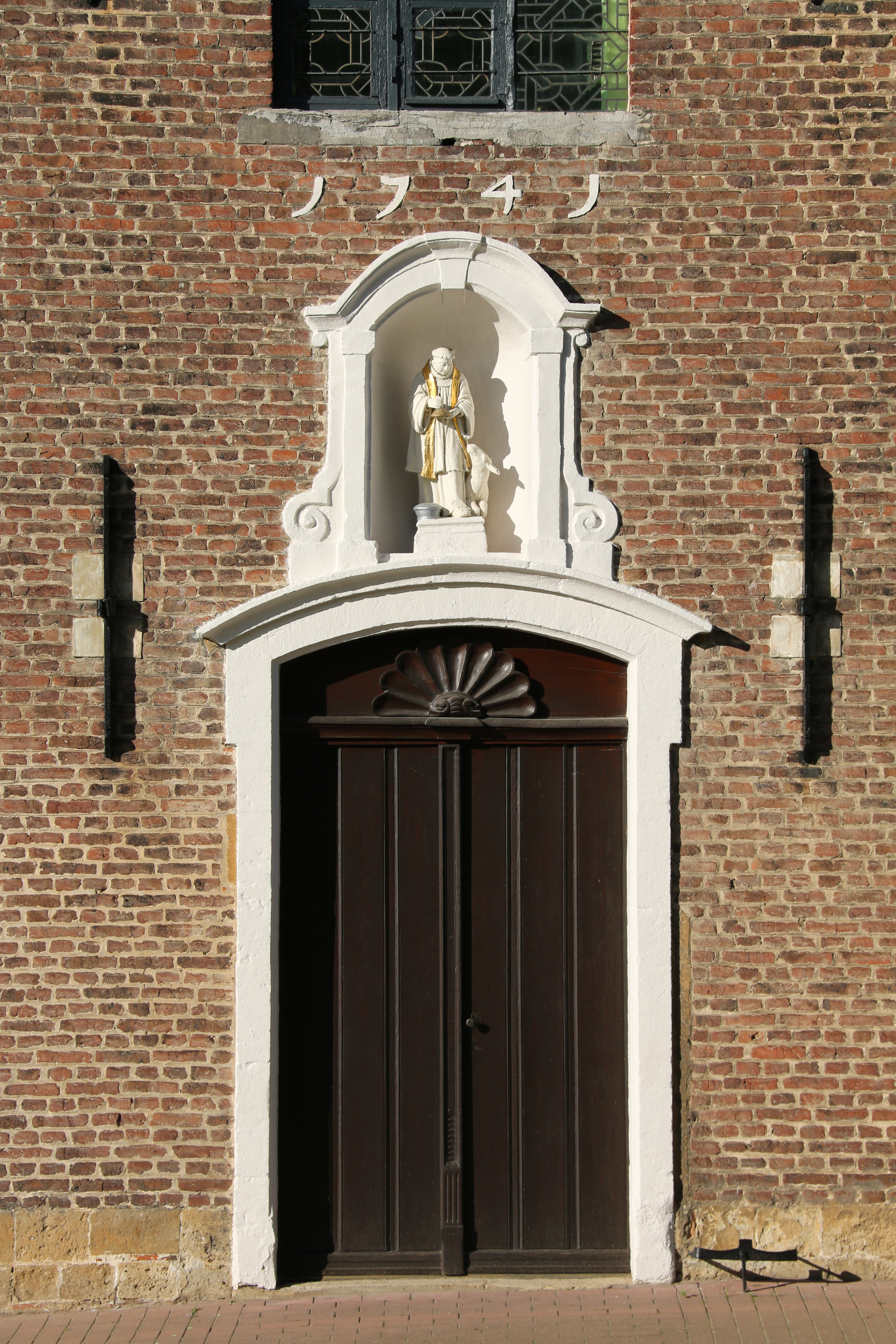
Ingang van het klooster
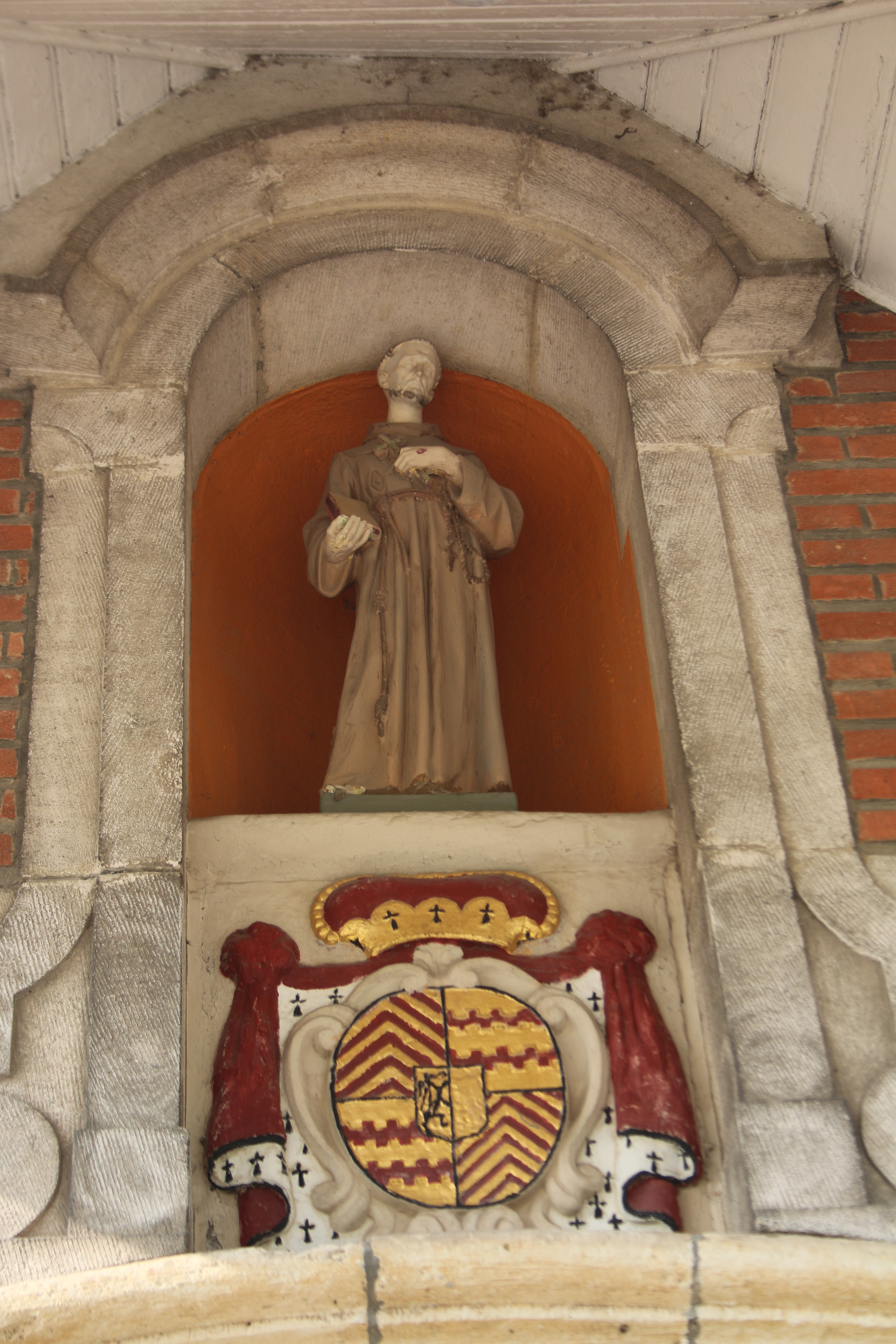
Het wapenschild van Filips van Egmont.
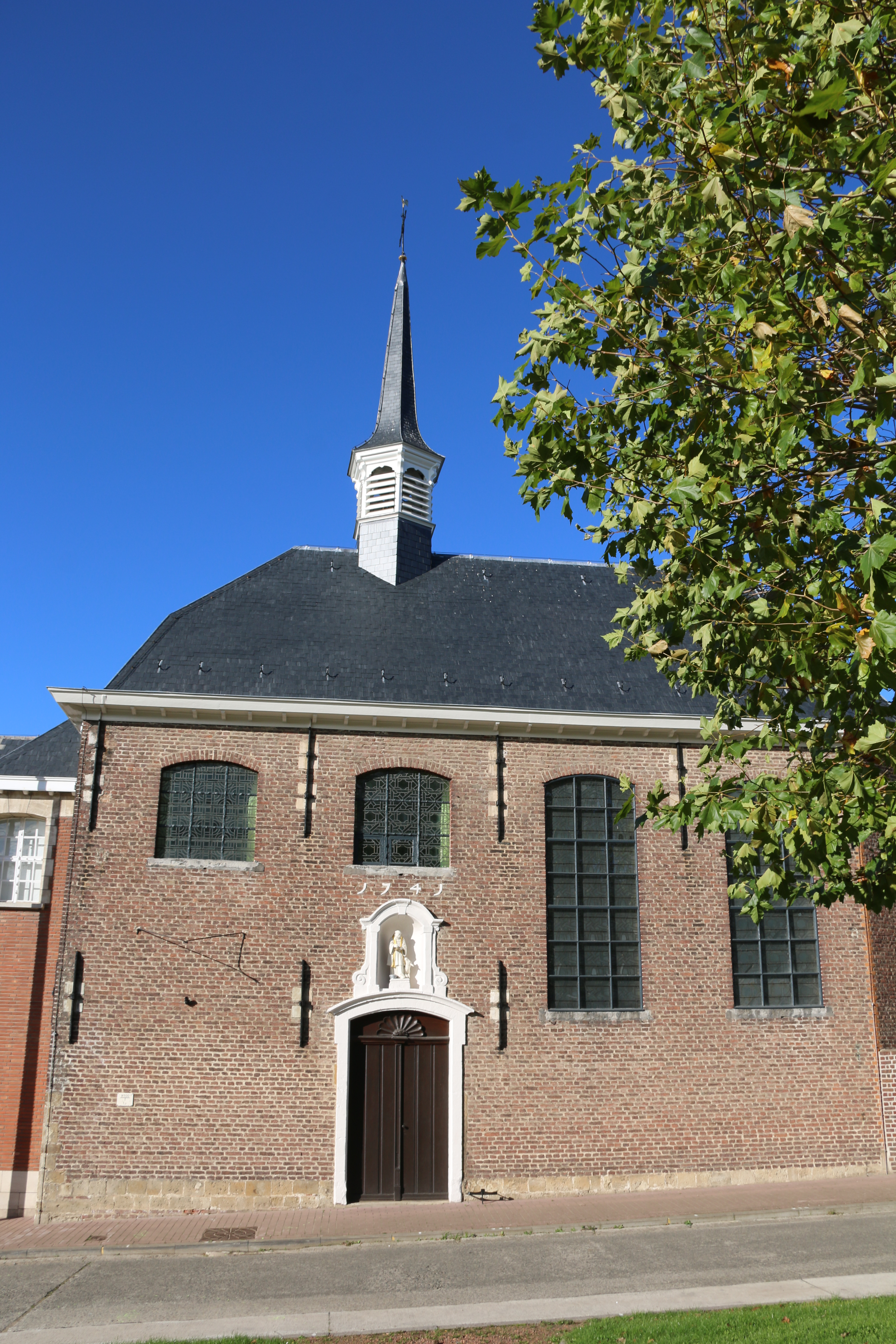
Klooster van de grauwe zusters - penitenten
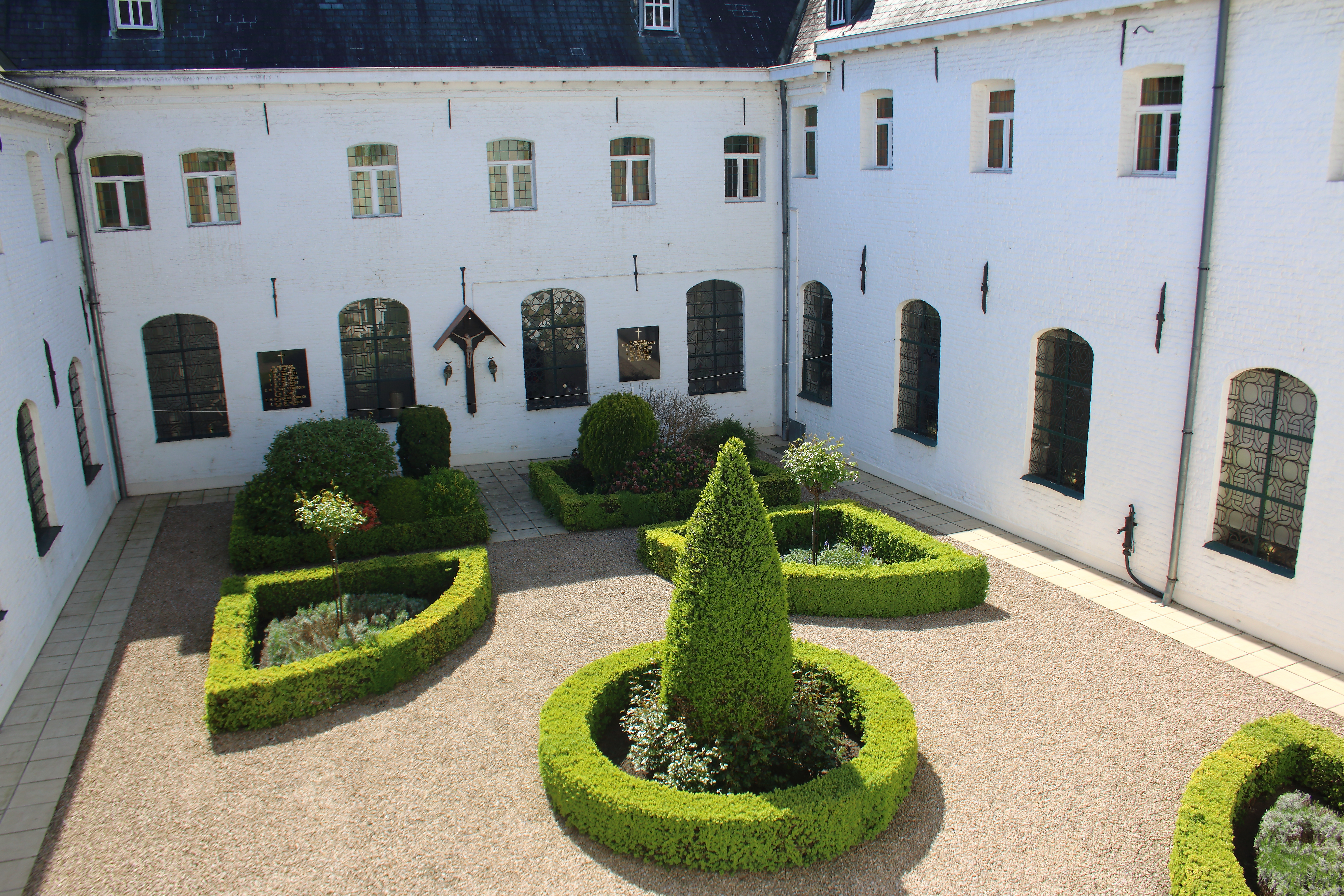
Klooster van de grauwe zusters - penitenten
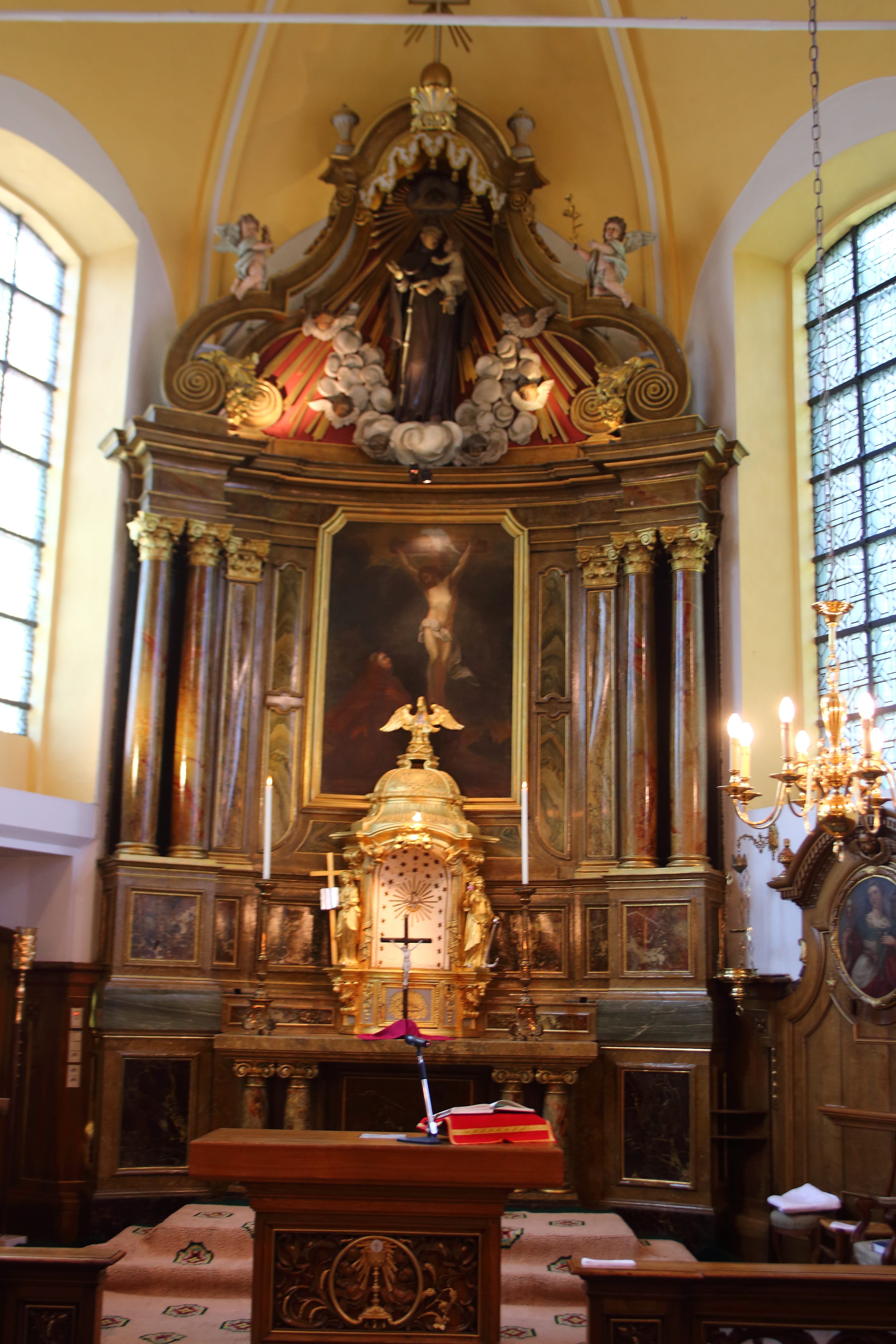
Klooster van de grauwe zusters - penitenten